# Фуллер, Фрэнсес
Фрэнсес Фуллер  (англ. Frances Fuller; 16 марта 1907, Чарльстон, Южная Каролина, США — 18 декабря 1980, Нью-Йорк, там же)  — американская актриса.

## Биография
Фрэнсес Фуллер родилась в известной[чем?] семье. Окончила Манхэттенвильский колледж Священного сердца и Американскую академию драматического искусства в Нью-Йорке в 1928 году; была директором академии с 1954 по 1964 год. Она появлялась во многих постановках на Бродвее в 1930-х годах, дебютировав в 1928 году в работе Джорджа С. Кауфмана «Первая полоса» (англ. Front Page). После этого спектакля о миниатюрной брюнетке заговорили газеты, её хвалил Брукс Аткинсон и другие критики. Потом шло кино, но здесь она не смогла проявиться и вернулась в театр[стиль]. Ей приписывают раскрытие талантов таких будущих звёзд как Энн Бэнкрофт, Грейс Келли и Дон Мюррей, так как она долгие годы преподавала актёрское мастерство.
Была замужем за продюсером Уортингтоном Майнером. Их внучка — американская актриса Рэйчел Майнер. Фрэнсес Фуллер была племянницей судьи Верховного суда и государственного секретаря Джеймса Фрэнсиса Бирнса (бывшего губернатора штата Южная Каролина). Её сыном был Питер Майнер — американский продюсер.
Рост Фрэнсес Фуллер составлял 155 см.

## Фильмография
| Год       |   | Русское название         | Оригинальное название            | Роль                 |
| --------- | - | ------------------------ | -------------------------------- | -------------------- |
| 1933      | ф |                          | One Sunday Afternoon             | Amy Lind Grimes      |
| 1934      | ф |                          | Elmer and Elsie                  | Elsie Beebe          |
| 1949—1951 | с |                          | Studio One                       | Mrs. Maradick        |
| 1951      | с |                          | Lux Video Theatre                | Aunt                 |
| 1952      | с |                          | Curtain Call                     | неизвестна           |
| 1955      | ф | Девушка в розовом платье | The Girl in the Red Velvet Swing | Миссис Элизабет Уайт |
| 1958      | с |                          | Harbormaster                     | неизвестна           |
| 1961      | с |                          | The United States Steel Hour     | неизвестна           |
| 1971      | ф |                          | They Might Be Giants             | Mrs. Bagg            |
| 1974      | ф |                          | Homebodies                       | Miss Emily           |